# Kilómetro Cincuenta y Nueve
Kilómetro Cincuenta y Nueve är en ort i Mexiko.   Den ligger i kommunen Saucillo och delstaten Chihuahua, i den nordvästra delen av landet, 1 200 km nordväst om huvudstaden Mexico City. Kilómetro Cincuenta y Nueve ligger 1 217 meter över havet och antalet invånare är 301.
Terrängen runt Kilómetro Cincuenta y Nueve är platt. Runt Kilómetro Cincuenta y Nueve är det glesbefolkat, med 9 invånare per kvadratkilometer. Närmaste större samhälle är Ciudad Delicias, 17,5 km nordväst om Kilómetro Cincuenta y Nueve. Omgivningarna runt Kilómetro Cincuenta y Nueve är i huvudsak ett öppet busklandskap.